# Lukas Greiderer
Lukas Greiderer (Hall in Tirol, 8 luglio 1993) è un combinatista nordico austriaco.

## Biografia
Attivo in gare FIS dal gennaio del 2009, Greiderer in Coppa del Mondo ha esordito il 20 gennaio 2013 a Seefeld in Tirol (42º) e ha colto il primo podio il 16 marzo 2019 a Schonach im Schwarzwald (2º). Ai Mondiali di Oberstdorf 2021, sua prima presenza iridata, ha vinto la medaglia d'oro nella sprint a squadre dal trampolino lungo, quella di bronzo nella gara a squadre dal trampolino normale e si è classificato 8º nel trampolino normale e 13º nel trampolino lungo; l'anno dopo ai XXIV Giochi olimpici invernali di Pechino 2022, suo esordio olimpico, ha vinto la medaglia di bronzo nel trampolino normale e si è piazzato 5º nel trampolino lungo e 4º nella gara a squadre. Ai Mondiali di Planica 2023 ha vinto la medaglia di bronzo nella gara a squadre ed è stato 15º nel trampolino lungo.

## Palmarès

### Olimpiadi
- 1 medaglia:
  - 1 bronzo (trampolino normale a Pechino 2022)

### Mondiali
- 3 medaglie:
  - 1 oro (sprint a squadre dal trampolino lungo a Oberstdorf 2021)
  - 2 bronzi (gara a squadre dal trampolino normale a Oberstdorf 2021; gara a squadre a Planica 2023)

### Coppa del Mondo
- Miglior piazzamento in classifica generale: 9º nel 2021
- 8 podi (3 individuali, 5 a squadre):
  - 4 secondi posti (1 individuale, 3 a squadre)
  - 4 terzi posti (2 individuali, 2 a squadre)